# Nel labirinto del serial killer
Nel labirinto del serial killer (Hunt for the Labyrinth Killer) è un film per la televisione del 2013 interpretato da Amanda Schull, Michael Nouri e Coby Ryan McLaughlin. È stato diretto da Hanelle M. Culpepper.

## Trama
Il giovane astro nascente della procura distrettuale di Los Angeles e avvocatessa Shelby Anderson (Amanda Schull) collabora con il poliziotto Mike Holland (Coby Ryan McLaughlin) alle indagini sul famigerato serial killer di nome Daedalus, noto per adescare le proprie vittime attraverso trappole labirintiche e responsabile della morte di una trentina di persone. Fino a oggi tre uomini sono stati accusati ingiustamente di essere il serial killer. Quando Daedalus colpisce di nuovo Shelby si ritrova a dover difendere il nuovo accusato, un ex giudice affetto dal morbo di Alzheimer, Galen Anderson (Michael Nouri), suo padre.

## Distribuzione
- 3 agosto 2013 negli Stati Uniti d'America (Hunt for the Labyrinth Killer)